# Ochthera lauta
Ochthera lauta är en tvåvingeart som beskrevs av Wheeler 1896. Ochthera lauta ingår i släktet Ochthera och familjen vattenflugor. Inga underarter finns listade i Catalogue of Life.